# Andrew McKenna
Andrew McKenna est homme politique américain affilié du parti républicain.

## Biographie
De 2005 à 2009, McKenna préside le parti républicain de l'Illinois.
McKenna travaille pour de nombreuses campagnes électorales, notamment celles de John McCain en 2000 et 2008 et celle de George W. Bush en 2004.
Candidat à l'investiture républicaine pour le poste de gouverneur, il finit troisième avec 19 % des voix, à moins de deux points du vainqueur Bill Brady.